# 現代ユニコーンズ
現代ユニコーンズ（ヒョンデ・ユニコーンズ、Hyundai Unicorns）は、かつて1982年から2008年までKBOリーグに存在した韓国のプロ野球チームである。
縁故地（ホームタウン）は球団創設から1999年までは仁川広域市、2000年からはソウル特別市であったが、2000年以降はソウル近郊の京畿道水原市にある水原総合運動場野球場で主催試合を行った。
韓国プロ野球発足時の1982年から存在しているチームだったが、後述する理由により、2007年シーズン限りでプロ野球から撤退し、2008年3月10日に韓国野球委員会理事会で球団の清算手続きに入ることを議決、これを以て球団が解散したとみなされた。
後述の通り選手構成など実質面ではヒーローズが後継組織と言えるが、金銭的理由からユニコーンズ解散後にヒーローズが選手を受け入れる形を取ったため各種記録は継承していない。

## チーム略歴
- 加盟：1982年2月5日
- 解散：2008年3月10日

- 1982年 - 1985年前期 - 三美（サンミ）スーパースターズとして発足
- 1985年後期 - 1987年 - 青宝（チョンボ）ピントゥス
- 1988年 - 1995年 - 太平洋（テピョンヤン）ドルフィンズ
- 1996年 - 2007年 - 現代ユニコーンズ

### 通算成績
26シーズン、3137試合1466勝1594敗77引分、勝率.479、 優勝4回

## 球団の歴史

### 現代グループの買収まで（1982–1995）
韓国プロ野球元年である1982年、中堅財閥の三美グループを親会社に三美スーパースターズが発足した。仁川市の仁川公設運動場野球場（仁川球場）を本拠とし、春川市の衣岩野球場を第二本拠として、京畿道・江原道をフランチャイズ保護地域としていた。初年度は前期10勝30敗，勝率0.250，後期 5勝35敗，勝率0.125とぶっちぎりの最下位に始まった。上位チームと下位チームの差が大きすぎることから、翌1983年、韓国野球委員会（KBO）は戦力の平準化のため、85年から予定されていた在日韓国人選手の勧誘を三美に対して認め、三美は広島東洋カープから福士敬章（張明夫　チャン・ミョンブ）と木山英求（李英求　イ・ヨング）を獲得し、世界野球選手権大会の韓国代表メンバーらも獲得して首位争いに加わり、前期後期とも2位におさまった。しかし翌1984年からは低迷が始まり、1985年にはシリーズ開幕時には幸先はよかったものの、直後に親会社・三美グループの中核会社・三美海運が経営不振で処理されてしまい、スーパースターズは大手繊維会社だったプンハン紡織（豊韓紡織）の子会社、青宝（チョンボ）食品に買収され、1985年後期から青宝ピントゥスと改名した。チーム名のピントは馬の一種のことであり、投手交代も馬車で行う演出がなされた。
青宝ピントゥスは毎年最下位争いをする状態であった。親会社の青宝食品は1984年創業の会社で、球団買収も含めた攻撃的なマーケティングを繰り広げたが、1987年に倒産してオットゥギ食品に買収され、球団も手放した。化粧品会社の太平洋化学（現：アモーレパシフィック）が買収し、1988年のシーズンからは太平洋ドルフィンズと改名した。
太平洋ドルフィンズは優れた投手を多く抱える投手王国であったが、打撃の弱さのため毎年のように中位から下位を争う状態であった。初年度は最下位だったが、1989年にはシーズン3位を記録し、準プレーオフで三星ライオンズに勝利してプレーオフに進出し、ヘテタイガースに全敗した。1994年は投手力で突風を起こしてシーズン2位となり、プレーオフでハンファイーグルスを倒したが、韓国シリーズでLGツインズの前に敗れた。
結局、現代グループに売却されるまでは、他の球団と比べて小規模な親会社しか持たず、チームが弱く、観客動員も低迷。現代グループに売却されるまでの14年間、優勝なし、Aクラスはたった3度、Bクラス11度に最下位6度を記録した。不人気の弱小球団の代名詞として認識され、これが数度に渡って球団が売却される主な原因だった。

### 現代グループの買収から本拠地移転まで（1996–1999）

#### 現代フェニックスと太平洋ドルフィンズ売却
1990年代中盤は、韓国プロ野球の隆盛期で1995年では2007年まで破られていない観客動員500万人を記録するなど、プロ野球は世間から注目の的にされた。この波に乗って新球団を創設してプロ参入を狙った現代グループは、その企みが既存KBO球団の反対で頓挫して、代案としてアマチュア社会人球団のフェニックス球団を創設。1994、1995年のシーズンオフにプロの指名を受けた多くの大卒選手を既存のプロ球団よりも高い巨額の契約金で誘って入団させ、既存KBO球団を困らせた。フェニックス球団は名目上は大韓野球協会に所属する社会人球団だったため、プロの指名を受けた選手たちが入団するのに一切問題なかった。しかし、現代グループによる新リーグ発足構想は、KBOに未参加の企業の中で財政的に野球団を運営できる規模を持つ企業が少なかったため、思ったように進まなかった。現代グループは既存球団の買収に方針を転換して、度重なる赤字で球団経営の意欲を失いつつあった太平洋グループ側に接近。1995年シーズンが終わる頃、太平洋グループは約470億ウォン（当時のレートで約65億円）で現代グループへの球団売却に合意したと報道された。そのあと、新球団名はファン公募を通じて現代ユニコーンズに決定された。
念願のプロ野球参入に成功した現代グループはフェニックス所属の選手を人質にして、入団時に結んだ契約を解除（現代フェニックスに入団する選手たちがチームを去ってプロに入ろうとしたら、入団時に受けた契約金の5倍の違約金を返すことになっていた。その額数があまりにも巨額だったため、どの球団も指名したフェニックス所属選手に手を出せなかった）して元の指名した球団への入団を承諾する代わりに、これらの選手たちを指名した球団の主力クラスの選手たちを無償トレードの形で譲ってもらった。
選手に払った契約金はプロにも負けない高額だったものの、現代フェニックスはあくまでもアマチュアチームであり、太平洋ドルフィンズを受け継いだ現代ユニコーンズはプロの球団として、フェニックス所属選手に対する保有権がなかったため、このような手を使って、実質的には交換トレードであったが、形式上では獲得選手は無償トレードで移籍、フェニックス所属選手はアマチュア出身の新人として指名球団に入団したことになる。ちなみに、この時、韓国プロ野球では1次ドラフト指名選手に対して、永久交渉権が与えられ、フェニックス所属の選手をユニコーンズに入団させる方法はなかった。

#### 強豪への変貌と本拠地移転
1996年の球団買収後は、当時韓国で1、2を争っていた現代グループの全幅的な支援をバックに、強豪チームへと変貌を遂げた。
まず買収した1996年は契約で縛っておいたフェニックス所属の選手の契約を解除して元の指名球団との契約をできるようにする代わりに、該当球団から主力クラスの選手を無償トレードで受け入れる形で補強に乗り出した。1998年からは「弱小球団の干し殺し」という非難にも拘らず、当時財政的に苦しんでいたサンバンウル・レイダースから主力選手を現金トレードで獲得するなどして、買収した1996年にいきなりそれまで14年間1度しかできなかった韓国シリーズ進出を果たすと、2年後の1998年は悲願の韓国シリーズ優勝を達成した。
外部からの補強に成功した後は、親会社が財政的に苦しくなったが、投手育成と外国人選手のスカウトに長所を発揮して、強豪としての戦力を維持することができた。1995年から2004年まで5人の新人王を輩出（うち4人が投手）しており、スコット・クールボー、クリフ・ブランボー、マイク・フィアリー、ミッキー・キャラウェイ、ラリー・サットンなど投打に掛けて戦力になる優秀な外国人選手を獲得して、2003年、2004年の連覇を含む4度の韓国シリーズ優勝を果たした。
発足時から1999年まで仁川広域市を縁故地とし、同市内の仁川球場を本拠地としていたが、SKワイバーンズの創設に伴い、本拠地のソウル移転を希望。SKにフランチャイズ保護地域の仁川広域市、京畿道、江原道を譲る代わりに、フランチャイズ譲渡金を受け取ると同時にソウルに新しいプロ専用の野球場ができるまでの暫定本拠地として水原市に移転した。
しかし、希望するソウルへの移転には既存の球団であるLGツインズと斗山ベアーズの両球団にSK同様フランチャイズ代償金を支払わなくてはならないが、SKからもらった資金は親会社の経営悪化と相まって全部球団の運営資金として使い果たしてしまった。また、当時はソウルに蚕室球場の他にプロの公式戦が開催できるような球場がなく、移転の前提だった新球場の建設の動きがまったくなかったため、どうにも出来ず名目上の本拠地はソウルでありながら水原市で主催試合を行う曖昧な状態が続き、結局解散するまでソウルに本拠地を移すことはなかった。
本拠地を移す余力をなくして代案として水原市に定着する案も挙がった。しかし、水原市はSKに譲渡した京畿道に所属するため、フランチャイズの新たな持ち主であるSK球団に、もらったフランチャイズ譲渡金の払い戻しを要求された。前述のように親会社が資金難で苦しむ中でSKへフランチャイズ譲渡金を返す余力もなく、水原市で試合を開催しながら、ソウルを本拠地を主張することで水原市民にもソウル市民にも支持を得られず、成績は上位でありながら、観客動員が伸びることはなく、人気低迷に拍車がかかった。
この本拠地問題は2000年代前半の韓国球界の悩みの種となり続けてきた。このような事情があって、保護地域出身の選手を優先的に指名できる縁故地ドラフトの1位指名にも参加できなかった（なお、縁故地ドラフトは2009年限りで廃止されたものの2014年に一旦復活し、2022年限りで再度廃止）。

### 水原球場時代（2000–2007）
水原球場にホームを移ってからチームは8年間、韓国シリーズ優勝3回、Aクラス6回と全盛期を謳歌した。しかし、好調を維持するチーム成績とは裏腹に、上記の理由で実質上の本拠地である水原の地元人気を得られず、常に観客動員数は少なかった。2006年は公式戦2位の成績にもかかわらず、観客動員数は12万6385人（1試合平均2006人）で、リーグ全体の1試合平均（6032人）の約1⁄3の動員数しかなく、リーグ最下位であった。
2000年は鄭珉台、林仙東（イム・ソンドン）、金守経（キム・スギョン）の先発3本柱が、それぞれ18勝で最多勝のタイトルを分け合うなど、韓国プロ野球史上最高の91勝の圧倒的な成績をあげ、韓国シリーズも優勝。
その後、2年間はポストシーズンには出場したものの、韓国シリーズ進出は失敗。元巨人（2001年–2002年）の鄭珉台が2003年に復帰、最多勝投手や韓国シリーズMVPのタイトルを獲得する活躍のおかげで3度目の優勝。しかし、鄭珉台は2004年シーズンから不振に陥った。
2005年から2006年までオリックスでプレーしたクリフ・ブランボーは2003年から2004年まで在籍し、2004年には打率 .342 で首位打者のタイトルを獲得し、2003、2004年の韓国シリーズ連覇にも大きく貢献した。
2005年は沈正洙、朴鎮万らの主力の移籍、投手陣の不振により7位に低迷。2006年は若手の起用で投打ともに建て直しに成功し、三星ライオンズと優勝争いを繰り広げレギュラーシーズン2位でプレーオフ進出した。しかし、プレイオフでハンファ・イーグルスに敗れた。金始眞監督が就任した2007年は6位に終わった。
この時期はチーム成績は球団史上最高の好調をみせたものの、球団経営が苦しくなってきて、2003年オフには朴鍾皓（パク・ジョンホ）、2004年オフには朴鎮萬（パク・チンマン）、沈正洙（シム・ジョンス）など主力選手がフリーエージェントで、資金が豊富なライバル球団の三星ライオンズへ移籍して弱体化が進んだ。その上、2006年シーズン後、監督の金在博さえも古巣のLGツインズの新監督に就任してチームを去り、同監督を支えたコーチたちも新監督に昇格した投手コーチの金始眞を除くほとんどがLGツインズに移ってしまった。
この弱体化の原因は、球団の筆頭株主であったハイニックス半導体（旧現代電子）が2001年現代グループの経営不振により切り離されてしまい資金力が低下してしまったことが発端である。2003年には野球団の経営に愛情を見せてきた鄭夢憲現代グループ会長も自殺してしまった。それに追い討ちをかけるように、2005年資金を提供してきた現代-起亜自動車グループとハイニックス半導体が民事訴訟を起こしてしまったことなどで、極度の資金難に陥ったことがあげられる。また観客動員数が少ないため球団自体の収益も少なかった。

### 度重なる売却交渉の失敗と球団解散
2007年1月16日、「ハイニックス半導体の経営不振のため農協中央会への球団売却を進めている」とマスコミで報じられた。しかし、1月19日、農協側は農民・労働組合・世論等の反発を理由に買収を中止することを発表した。今後現代ユニコーンズが存続するためには、現代グループ全体の支援を受ける必要があったものの、3月に現代グループ他社は今後現代ユニコーンズに資金の提供をしないことを決定した。
なお、韓国野球委員会（KBO）は、2007年シーズンを8球団で行うことを原則として公式戦などの日程を立て、示範競技とレギュラーシーズンでは現代ユニコーンズとして前年までと同様に試合を行い、6位でシーズンを終えた。選手の給与などの運営資金は、韓国野球委員会が金融機関より資金を融資した。なお、9月にはSTXグループが球団買収を交渉していると報じられたが、STXグループの不祥事や他のプロスポーツ事業へ資金を提供しなくてはならないなど、さまざまな問題が重なり交渉は成立しなかった。
KBOは12月27日に特別会見を開き、経営難で解散の危機にあった現代ユニコーンズの代わりに、KTがソウルを本拠地とする新球団を創設し、2008年からプロ野球に参入することで合意したと発表したが、2008年1月11日にKTは新球団設立を白紙撤回した。当初提示された条件と話が食い違ってきているなどKBO側に対する不信感や、今回の球団設立に当たってさまざまな憶測が飛び交い企業イメージが損なわれたことなどを、KTはその理由として挙げた。これで現代ユニコーンズが解散してしまうと、韓国プロ野球は1990年以来の7球団制に逆戻りするのでは、とも騒がれた。
結局1月30日韓国の投資会社センテニアルインベストメントが、広告主としてスポンサーを募集して新球団を運営することとなり、プロ野球が7球団制に縮小されることは免れた。2008年1月初めから現代の選手、コーチたちはシーズン開幕に向けて準備を進めていたが、2月になり新球団がKBOへの加入金を払う前に新監督やコーチなどを決めたことや、選手やフロント職員全員の雇用を保証しなかったことに強く反発した。その後和解が成立し、現代の選手は全員新球団で雇用されることとなった。その後メインスポンサーも決定し、球団名は「ウリ・ヒーローズ」に決定したが翌2009年はスポンサーなしとなり、2010年からはタイヤ会社のネクセンタイヤと2年間のスポンサー契約を結び「ネクセン・ヒーローズ」となった。
選手構成の面では現代ユニコーンズ所属の選手をそのまま受け継いだため、チームカラーに大きな変化はないものの、新球団は、経営者のセンテニアル・インベストメント社が現代側が支払うべき負債と、球団買収になると支払う必要が生じる売却代金を省くため、いったん球団を解散させて選手を無籍にさせてからその選手の保有権をもらう形で球団を創設した。このため、現代ユニコーンズは1996年の球団買収以来、4度の韓国シリーズ優勝という輝かしい経歴を持ちながら、三美スーパースターズから始まった26年の歴史に幕を閉じた。なお、スーパースターズ時代から重ねてきた各種球団通算記録もユニコーンズの解散とともに途切れることになった。
スコット・クールボー（1998年）、コーリー・ポール（2002年）、マイカ・フランクリン（2002年-2003年）、シェーン・バワーズ（2003年）、マイク・フィアリー（2004年）など外国人選手の中で日本プロ野球経験者も多かった。

## 歴代監督
前任監督の解任、辞任による監督代行は歴代監督として含み、休養及び出場停止によって一時的にで監督代行を務める場合は歴代監督に加えず、休養または出場停止された監督の項で詳述。
朴賢植（パク・ヒョンシク、1982開幕–1982.4.26）
成績不振と一身上の事情を理由に開幕からわずか1ヶ月で辞任。戦前、タイガース（現在の阪神）に所属した朴賢明は兄に当たる。
李善徳（イ・ソンドク、1982.4.26–1982シーズン終了）　監督代行
金振栄（キム・ジニョン、1983–1985）
1983年6月4日の試合途中、審判を暴行して警察に拘束され、1983シーズン終了まで休養。その間、投手コーチの李在煥（イ・ジェファン）、守備コーチの李善徳、球団顧問の朴賢植が順次に監督代行を務めた。また1985年4月28日から同6月24日まで成績不振で休養を強いられ、その間は投手コーチの申鎔均（シン・ヨンギュン、平山鎔均）が監督代行を務めた。
許亀淵（ホ・グヨン、1986開幕–1986.8）
1986年5月12日から同年6月17日まで成績不振で休養を強いられ、その間コーチの姜泰貞が代行を務めた。復帰後も成績不振が続き、これを理由に結局同年8月6日解任される。
姜泰貞（カン・テジョン、1986.8–1988.4）
1986シーズンは監督代行。1988年シーズン開幕まもなく、成績不振で解任。
林信根（イム・シングン、1988.4–1988シーズン終了）　監督代行
金星根（キム・ソングン、1989–1990）
朴永吉（パク・ヨンギル、1991）
丁東鎮（チョン・ドンジン、1992–1995）
金在博（キム・ジェバク、1996–2006）
金始眞（キム・シジン、2007）

## 主要な在籍していた選手及びコーチングスタッフ

### 現役選手
- 呉在一（オ・ジェイル、在籍年度2005-2007）－ 現斗山ベアーズ
- 鄭勳（朝鮮語版）（チョン・フン、在籍年度2006）－ 現ロッテ・ジャイアンツ
- 黄載均（ファン・ジェギュン、在籍年度2006-2007）－ 現KTウィズ
- 張施晥（チャン・シファン、在籍年度2007）－ 現ハンファ・イーグルス

合計4名が現役である。

### 引退韓国人選手
|                      | 在籍年度             |
| -------------------- | -------------------- |
| キム・ドンギ         | 1986-1996            |
| 金東基               | 1986-1996            |
| ヤン・サンムン       | 1987-1993            |
| 楊相汶               | 1987-1993            |
| ヨ・テク             | 1987-1995            |
| 呂泰九               | 1987-1995            |
| チョン・ミョンウォン | 1989-2000            |
| 鄭明源               | 1989-2000            |
| キム・キョンギ       | 1990-1999            |
| 金敬起               | 1990-1999            |
| チョン・イルス       | 1991-1992            |
| 全一洙               | 1991-1992            |
| キム・ソンガプ       | 1991-1995            |
| 金性甲               | 1991-1995            |
| ヨム・ギョンヨプ     | 1991-2000            |
| 廉京燁               | 1991-2000            |
| キム・ジェバク       | 1992                 |
| 金在博               | 1992                 |
| チャン・グァンホ     | 1992-1999、2001      |
| 張光鎬               | 1992-1999、2001      |
| チョン・ミンテ       | 1992-2000、2003-2007 |
| 鄭珉台               | 1992-2000、2003-2007 |
| イ・ジェジュ         | 1992-2001            |
| 李在珠               | 1992-2001            |
| チェ・サンドク       | 1994-1995            |
| 崔尚徳               | 1994-1995            |
| イ・スンヨン         | 1994-2007            |
| 李崇勇               | 1994-2007            |
| ウィ・ジェヨン       | 1995-2004            |
| 魏在永               | 1995-2004            |
| ジョ・ウチョン       | 1996-2000            |
| 曺雄天               | 1996-2000            |
| キム・ヒョンナム     | 1996-1997            |
| 金炯南               | 1996-1997            |
| アン・ミョンソン     | 1996-1998            |
| 安明星               | 1996-1998            |
| パク・ジェホン       | 1996-2002            |
| 朴栽弘               | 1996-2002            |
| パク・チンマン       | 1996-2004            |
| 朴鎮萬               | 1996-2004            |
| キム・イルギョン     | 1997-2007            |
| 金一慶               | 1997-2007            |
| チェ・ヨンピル       | 1997-2000            |
| 崔映弼               | 1997-2000            |
| チョン・ジュンホ     | 1997-2007            |
| 田埈昊               | 1997-2007            |
| チョン・スソン       | 1997-2007            |
| 鄭守盛               | 1997-2007            |
| ソン・シンヨン       | 1997-2007            |
| 宋臣永               | 1997-2007            |
| パク・キョンワン     | 1998-2002            |
| 朴勍完               | 1998-2002            |
| ホン・ミング         | 1998-2002            |
| 洪敏球               | 1998-2002            |
| パク・ジョンホ       | 1998-2003            |
| 朴鍾皓               | 1998-2003            |
| キム・スギョン       | 1998-2007            |
| 金守経               | 1998-2007            |
| パク・ジャンヒ       | 1999-2007            |
| 朴将熙               | 1999-2007            |
| イム・ソンドン       | 1999-2007            |
| 林仙東               | 1999-2007            |
| チョン・グンピョ     | 2000-2007            |
| 全根杓               | 2000-2007            |
| マ・イルヨン         | 2000-2007            |
| 馬一英               | 2000-2007            |
| オ・ユン             | 2000-2007            |
| 吳潤                 | 2000-2007            |
| シム・ジョンス       | 2001-2004            |
| 沈正洙               | 2001-2004            |
| チャン・ミンソク     | 2001-2007            |
| 張珉碩               | 2001-2007            |
| イ・サンヨル         | 2001-2007            |
| 李尚烈               | 2001-2007            |
| チョ・ヨンジュン     | 2002-2007            |
| 趙容浚               | 2002-2007            |
| カン・ビョンシク     | 2002-2007            |
| 姜炳植               | 2002-2007            |
| イ・デファン         | 2002-2007            |
| 李大煥               | 2002-2007            |
| キム・ミンウ         | 2002-2007            |
| 金玟佑               | 2002-2007            |
| ホ・ウン             | 2002-2007            |
| 許雄                 | 2002-2007            |
| カン・グィテ         | 2002-2007            |
| 姜貴太               | 2002-2007            |
| イ・ジョンウク       | 2003-2005            |
| 李鍾旭               | 2003-2005            |
| キム・ドンス         | 2003-2007            |
| 金東洙               | 2003-2007            |
| イ・テックン         | 2003-2007            |
| 李宅根               | 2003-2007            |
| クォン・ドヨン       | 2003-2007            |
| 権度栄               | 2003-2007            |
| チョン・ソンフン     | 2003-2007            |
| 鄭成勲               | 2003-2007            |
| チ・ソックン         | 2003-2007            |
| 池碩訓               | 2003-2007            |
| チョ・ピョンホ       | 2004-2007            |
| 趙平鎬               | 2004-2007            |
| オ・ジュウォン       | 2004-2007            |
| 呉周原               | 2004-2007            |
| ソン・ジマン         | 2004-2007            |
| 宋志晩               | 2004-2007            |
| ユ・ハンジュン       | 2004-2007            |
| 柳漢俊               | 2004-2007            |
| ホ・ジュン           | 2005-2007            |
| 許俊                 | 2005-2007            |
| ソン・スンラク       | 2005-2007            |
| 孫勝洛               | 2005-2007            |
| チャ・ファジュン     | 2005-2007            |
| 車和俊               | 2005-2007            |
| イ・ボクン           | 2005-2007            |
| 李輔根               | 2005-2007            |
| チョン・ユス         | 2005-2007            |
| 田惟守               | 2005-2007            |
| チャン・ウォンサム   | 2006-2007            |
| 張洹三               | 2006-2007            |
| カン・ジョンホ       | 2006-2007            |
| 姜正浩               | 2006-2007            |
| シン・ヒョンチョル   | 2006-2007            |
| 申顯哲               | 2006-2007            |
| キム・セヒョン       | 2006-2007            |
| 金勢玹               | 2006-2007            |
| ユ・ソンジョン       | 2006-2007            |
| 兪善晶               | 2006-2007            |
| ユ・ジェシン         | 2006-2007            |
| 柳在信               | 2006-2007            |
| イ・ヒョンスン       | 2006-2007            |
| 李賢承               | 2006-2007            |
| チョ・ジュンクン     | 2007                 |
| 趙重槿               | 2007                 |
| キム・ナムヒョン     | 2007                 |
| 金南亨               | 2007                 |

### 在日韓国人・韓国系日本人および外国人選手
張明夫（チャン・ミョンブ、在籍年度1983–1985）
日本名・松原明夫→福士明夫→福士敬章。元読売ジャイアンツ→南海ホークス→広島東洋カープ。
1983年に年間30勝を挙げ、シーズン最多勝利の韓国プロ野球記録を保持。また1985年に記録した年間25敗も韓国プロ野球記録。1986年にピングレ・イーグルスに移籍して引退。
李英求（イ・ヨング、在籍年度1983–1985）
日本名・木山英求。元広島東洋カープ。3年連続で2ケタ本塁打を記録。
金基泰（キム・ギテ、在籍年度1986）
日本名・金城基泰。元広島東洋カープ→南海ホークス→読売ジャイアンツ。
1986年に在籍。翌年三星ライオンズに移籍して1年限りで引退。
高広秀 （コ・グァンス、在籍年度1986–1987）
日本名・高原広秀。法政大学出身。
金信夫（キム・シンブ、在籍年度1986–1989）
日本名・金城信夫。元南海ホークス。1988年にはオールスター戦にも出場を果たした。1990年にLGツインズに移籍。
金一夫（キム・イルブ、在籍年度1988）
日本名・浜田一夫。元中日ドラゴンズ。平凡な成績に終わり、一年で退団。
洪文宗（ホン・ムンジョン、在籍年度1989–1990）
日本名・徳山文宗。元西武ライオンズ→ロッテ・オリオンズ。ロッテ・ジャイアンツから移籍。
鄭文彦（チョン・ムンオン、在籍年度1991–1992）
日本名・佐藤文彦。元日本ハムファイターズ。1992年には打率3割をマークした。
宋才博（ソン・ジェバク、在籍年度1991）
日本名・吉本博。元西武ライオンズ→横浜大洋ホエールズ。OBベアーズから移籍して1年間プレーし、引退。
山本晳（チ・ビョンホ、在籍年度1995）
NPB経験なし。金（金城）基泰の母校・此花商高の後身である大阪偕星学園高野球部監督として2015年夏に甲子園初出場。
1995年の1年間のみプレーした。
スコット・クールボー（在籍年度1998）
元阪神タイガース。
初優勝の立役者だったが、個人事情で1年限りで退団。韓国での登録名は「クルバ（쿨바）」。弟のマイクは斗山ベアーズでプレー。
ジョー・ストロング（在籍年度1998）
2000年、フロリダ・マーリンズで37歳にしてメジャー初昇格を果たす。
エディ・ウィリアムス（在籍年度2000）
元福岡ダイエーホークス。
トム・クインラン（在籍年度2000–2001）
元トロント・ブルージェイズ、フィラデルフィア・フィリーズ、ミネソタ・ツインズ。
2000年韓国シリーズMVP。ハンファとの開幕戦に六番サードで先発出場し、初打席を含む3本、第二戦は3打席連続、第三戦は1本、三連戦で合計7本ホームランを放ち衝撃のデビューとなった。しかし、長打力を備えていたものの、あたればホームラン、そうでないと三振といったタイプで打率も低下していき八番サードが定位置となった。韓国シリーズでは、相変わらず三振を量産していたものの、現代3連勝で王手をかけた後に斗山に3連敗して窮地に陥っていた第七戦にホームラン2本を含む4打数3安打6打点で現代の全ての打点をたたき出し現代に韓国シリーズ制覇をもたらした。その功績が認められて外国人選手初の韓国シリーズMVPに輝いた。2000年はまさに「クインランに始まりクインランに終わった」シーズンであった。現代在籍の2年間65本の本塁打を放ったが、三振の数も333に上る。その不確実性のため、2001年限りで解雇。2002年LGツインズに拾われたが、21打数無安打の成績でシーズン序盤に再び解雇された。
コーリー・ポール（在籍年度2002）
元西武ライオンズ。
打率.280、18本塁打と外国人打者としては物足りない成績で、1年限りで退団。
マイカ・フランクリン（在籍2002–2003）
元日本ハムファイターズ、阪神タイガース。
2年間の在籍もこれと言った活躍はなく退団。
クリフ・ブランボー （在籍年度2003–2004、2007）
元オリックス・バファローズ。
韓国での登録名は「ブルンバ（브룸바）」。2003-2004年連覇に貢献。
シェーン・バワーズ（在籍年度2003）
元横浜ベイスターズ。
2003年13勝4敗、最優秀防御率のタイトルを獲得する活躍で優勝に貢献したが、故障のため再契約できず1年限りで退団。
マイク・フィアリー （在籍年度2004）
元千葉ロッテマリーンズ。
バワーズの代わりとして入団。2004年16勝6敗の成績で連覇に貢献。
ミッキー・キャラウェイ（在籍年度2005–2007）
元テキサス・レンジャーズ。
フィアリーの代わりとして入団。2005-2006年の2年間、30勝をあげてフィアリーの抜けた穴を埋めた。しかし、この頃はすでにチームが傾き始めて、優勝はできなかった。2007年は不振に陥り、2勝6敗の成績でシーズン途中解雇。2020年よりロサンゼルス・エンゼルスの投手コーチ。
ラリー・サットン（在籍年度2005–2006）
元ロッテ・ジャイアンツ監督

### 在日韓国人・外国人コーチ
高元富（コ・ウォンブ、在籍年度1994-1995）
日本名・吉村元富。元南海ホークス。

## 日本との関係
- 2001年のキャンプシーズンに、韓国リーグ優勝チームとして日本のイースタン・リーグの教育リーグに参加したことがある。7戦を消化し、2勝4敗1分という成績を残した。
- 2000年代には大谷球場（北九州市八幡東区）、加世田運動公園野球場（鹿児島県南さつま市）など、九州で春季キャンプを行ったこともある。
- オリックス・ブルーウェーブと姉妹球団である。